# Halloween
Halloween (o All Hallows' Eve, lett. "vigilia di Ognissanti", termine inglese di origine scozzese, AFI: [hæləˈwiːn] o [hæloʊ̯ˈiːn]; pron. italianizzata /ˈallowin/ o /alloˈwin/), o notte di Tutti i Santi, è una festa popolare di origine celtica, associata al macabro, all'orrore e al soprannaturale, che viene osservata in diversi paesi (in particolare nel mondo anglofono) la sera del 31 ottobre, vigilia della solennità di Ognissanti.
Si tratta di una ricorrenza astronomicamente speculare alla notte di Valpurga del 30 aprile.
Nei paesi anglofoni corrisponde al primo giorno dell'Allhallowtide, il periodo di tre giorni dedicato alla memoria dei morti, che prosegue con Ognissanti e la commemorazione dei defunti.
La celebrazione è registrata per la prima volta nell'Alto Medioevo in Paesi nordici storicamente cattolici come l'Irlanda e l'Inghilterra, e con il tempo i riti e le usanze a essa associati si sono evoluti; la festività è considerata una delle celebrazioni più solenni della Chiesa. Le attività di Halloween includono dolcetto o scherzetto (o il relativo souling), partecipare a feste in costume, intagliare zucche in jack-o'-lantern, accendere falò, fare giochi di divinazione e scherzi, visitare attrazioni infestate, raccontare storie spaventose e guardare pellicole dell'orrore o a tema. Delle usanze tradizionali analoghe a quelle nordiche sono state riscontrate in altri Paesi a maggioranza cattolica, come la Spagna, la Polonia e l'Ungheria, nonché in Italia, dove sono state individuate diverse tradizioni simili al moderno Halloween, compresi il vagabondaggio e la richiesta di cibo fra le case, come nel caso del su mortu mortu sardo, oppure di monete come l'antico "Mi lu pagati lu coccalu?" tipico di Serra San Bruno.
Le origini della festività sono legate a quella di Ognissanti e vengono con questa fatte risalire alla festa dei martiri, festeggiata nella Chiesa primitiva nella domenica dopo la Pentecoste o il 13 maggio, data della festività romana dei Lemuralia. Secondo diverse fonti la festa dei martiri venne trasferita da papa Gregorio III il primo novembre, quando il pontefice avrebbe consacrato un oratorio in San Pietro in Vaticano dedicato a tutti i martiri e confessori. Altre fonti collegano la data autunnale all'istituzione di Ognissanti da parte di Gregorio IV e a Ludovico il Pio. Nell'Ottocento degli studiosi hanno ipotizzato che la celebrazione possa essersi originata o essere stata influenzata da Samhain, una festività celtica corrispondente alla fine della stagione estiva e tenuta fra il 31 ottobre e il 1º novembre. Oggi, oltre a Halloween, anche Ognissanti e il Giorno dei Morti vengono talvolta riconosciute come delle ricorrenze di origini o influenze celtiche. La derivazione celtica è stata recentemente messa in dubbio, e secondo degli studiosi contemporanei nell'Irlanda celtica Ognissanti era inizialmente festeggiato il 20 aprile, a differenza dell'Inghilterra anglosassone, dove già si teneva il primo novembre. Altri sostengono che non ci siano evidenze storiografiche che il papa fosse consapevole della ricorrenza di Samhain, che non ci siano analogie evidenti fra le festività o che esse siano state eccessivamente accentuate in tempi moderni; altri ancora hanno sostenuto che gran parte dei costumi associati alla festa siano nati in contemporanea e dopo l'istituzione di Ognissanti, e non viceversa, ridimensionando inoltre l'importanza e la diffusione di Samhain.
Degli esponenti del clero cattolico hanno criticato la ricorrenza descrivendola come una celebrazione celtica, pagana e americana, nonché separata da Ognissanti e la Commemorazione dei defunti. Diversi esponenti della Chiesa cattolica statunitense e studiosi invece hanno riconosciuto le origini storicamente comuni di Halloween e Ognissanti, descrivendo entrambe come delle feste cattoliche ed europee, pur talvolta con influenze celtiche. Anche altri esponenti del clero italiano hanno difeso la festività, sottolineando le sue origini cattoliche ed europee. Halloween è stato osteggiato in seguito alla Riforma protestante ed è diventato centro di attacchi anticattolici, sopravvivendo però in Scozia e altre nazioni divenute a maggioranza protestante. A partire dal XVIII secolo si diffuse inoltre una falsa etimologia secondo cui Samhain deriverebbe da un omonimo dio della morte a cui si dice venissero offerti i bambini in sacrificio, e diversi gruppi cristiani riformati hanno boicottato Halloween di conseguenza, ritenendola una festa satanica. La notizia è in realtà storicamente errata, e trovò diffusione solo a seguito di un errore contenuto in un'opera del militare britannico Charles Vallancey. Nel XIX secolo gli immigrati scozzesi e i cattolici irlandesi hanno poi portato la festa negli Stati Uniti d'America, a maggioranza protestante, dove è stata riscoperta. Le usanze della vigilia di Ognissanti sono state diffuse in tempi moderni spogliandole dei significati cristiani originari in diversi Paesi, come il Giappone e altre nazioni asiatiche.

## Etimologia

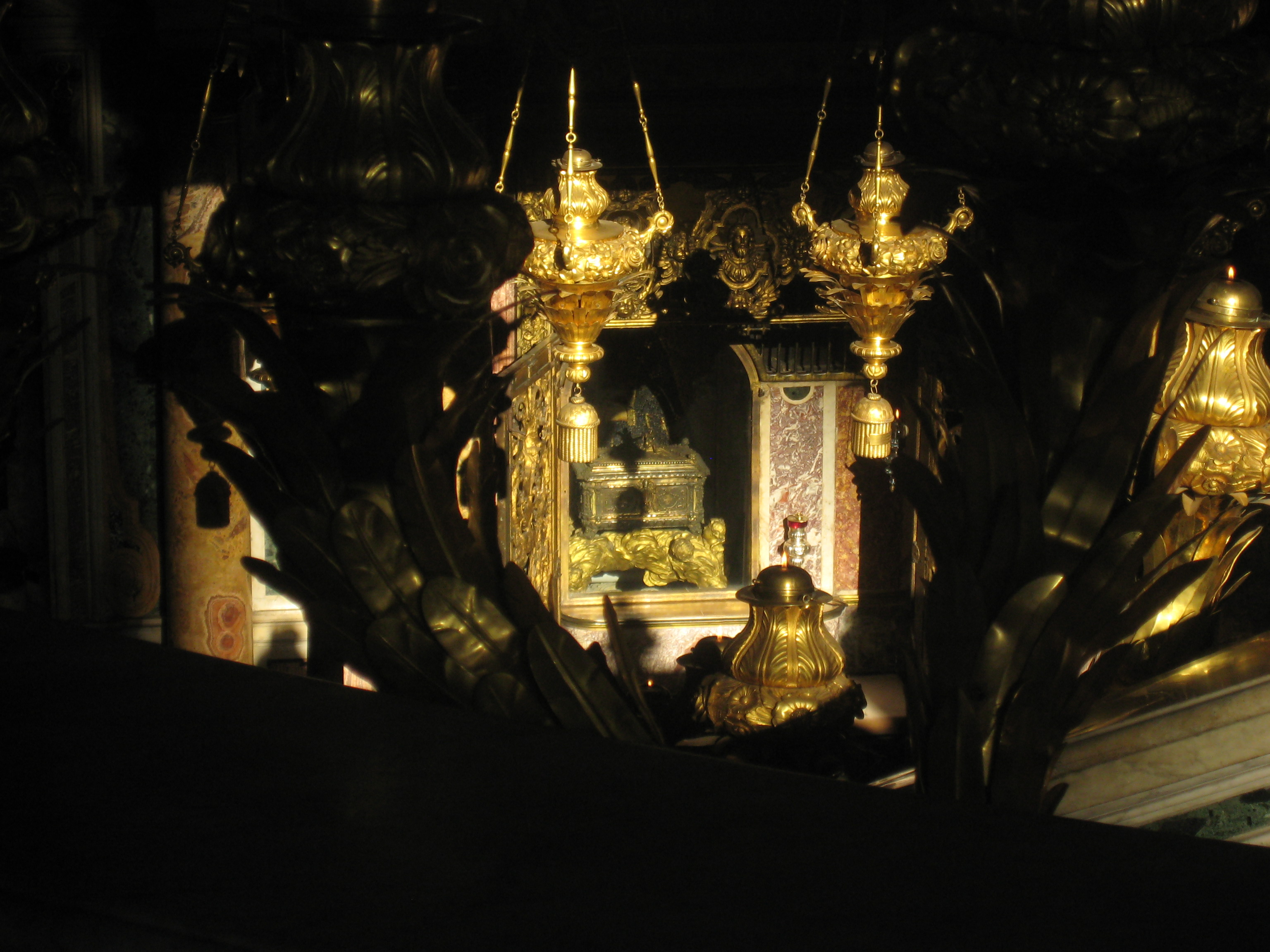
Tomba di Pietro nelle grotte vaticane. Halloween discende direttamente dalla festa dei martiri, festeggiata in varie date dai cristiani sotto l'Impero romano. Secondo diversi studiosi i cattolici di Roma celebravano la festa il 13 maggio, data dei Lemuralia

La parola Halloween o Hallowe'en risale al 1745 circa ed è di origine cristiana. La parola Hallowe'en significa, alla lettera, "sera dei Santi". Deriva da un termine scozzese per All Hallows' Eve, cioè "vigilia di Tutti i Santi". In scozzese la parola eve è even, talvolta contratta in e'en o een. Nel tempo (All) Hallow(s) E(v)en si è evoluta in Hallowe'en. L'espressione All Hallows si trova anche nell'inglese antico.

## Storia

### Origini

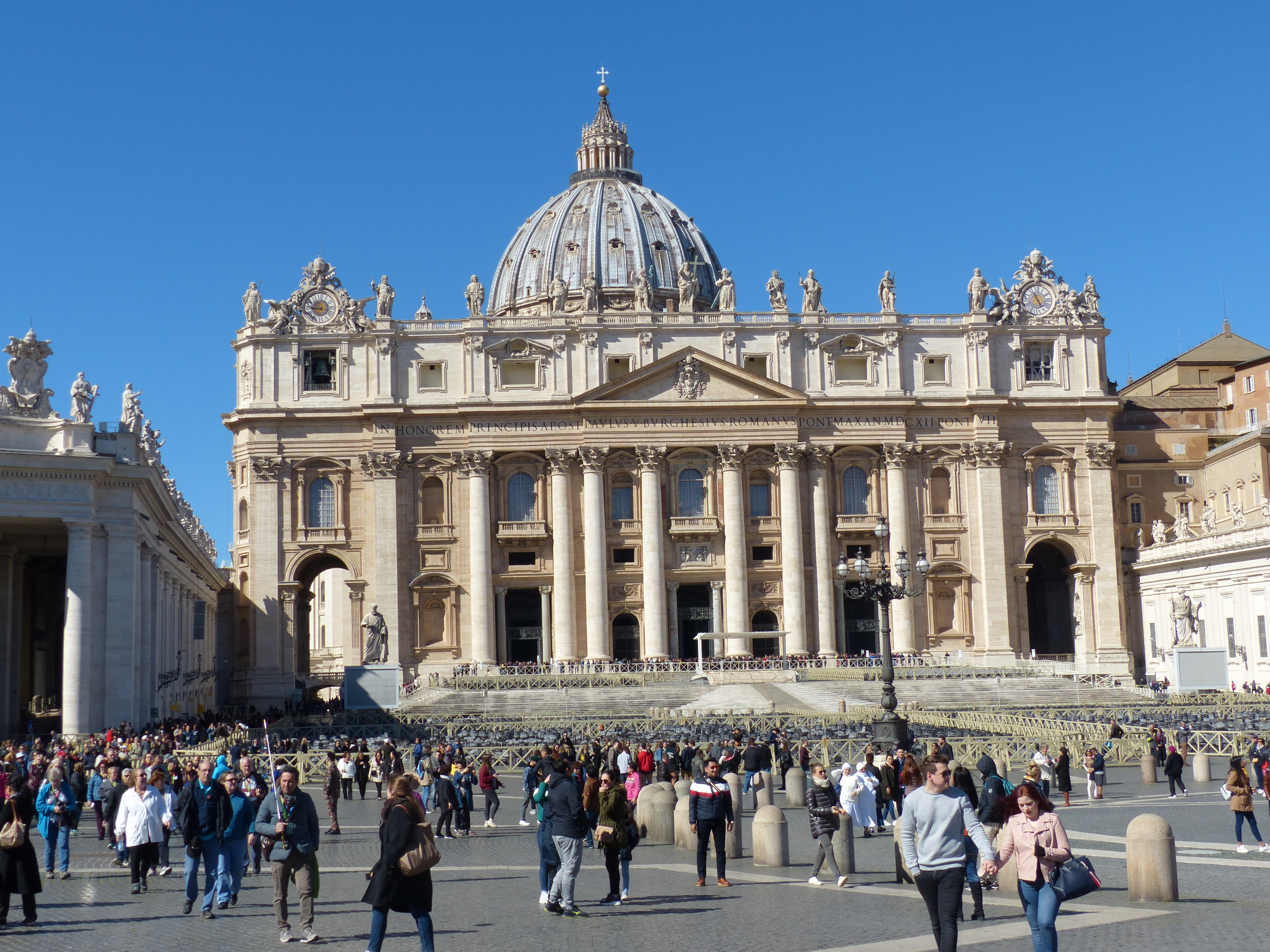
L'origine della festività Ognissanti a novembre e della relativa vigilia viene talvolta fatta risalire all'VIII secolo e al papa siriano Gregorio III. Alcune fonti sostengono che un primo novembre il pontefice fondò un oratorio a San Pietro dedicato alla memoria di tutti i martiri e confessori e che non ci sarebbe alcuna prova che Gregorio III sia stato influenzato da festività celtiche nella scelta. Altri studiosi riconducono il cambio di data a Gregorio IV

La vigilia di Ognissanti, detta anche Halloween, si crede affondare radici nelle credenze e nelle pratiche del cristianesimo. Il nome stesso Halloween viene da All Hallow's Eve, trattandosi della vigilia prima delle solennità cattoliche di Ognissanti e del Giorno dei morti, rispettivamente collocate il primo e il due novembre. I tre giorni della vigilia, Ognissanti e Morti sono collettivamente noti come Allhallowtide e costituiscono un tempo da dedicare ai santi e alle preghiere per le anime che devono ancora raggiungere il paradiso. Per Robert A. Davis la festa di Ognissanti può essere a sua volta fatta risalire al culto cristiano dei martiri. Nella Chiesa primitiva le principali solennità, come il Natale, la Pasqua e la Pentecoste, prevedevano delle veglie per la notte antecedente; situazioni analoghe sono documentate anche per le feste dei martiri. Delle commemorazioni per le vittime delle persecuzioni erano tenute da diverse Chiese in varie date, per lo più in primavera. Le prime tracce di una vera celebrazione dei martiri sono individuabili ad Antiochia di Siria, ove si teneva la domenica dopo la Pentecoste; tale usanza è testimoniata dalla settantaquattresima omelia di san Giovanni Crisostomo. In altre parti dell'Impero romano dal IV secolo era consuetudine tenere una festa in onore di tutti i martiri il 13 maggio, e proprio il 13 maggio 609 papa Bonifacio IV ridedicò il Pantheon di Roma concessogli dall'imperatore Foca alla Vergine Maria e a tutti i martiri. La data iniziale aveva un corrispettivo nel calendario pagano romano, e coincideva con il giorno dei Lemuralia, un'antica festa romana dei morti. Altre usanze romane dedicate alla memoria dei defunti includevano i Parentalia, che si tenevano dal 13 al 22 febbraio, data che sarebbe poi diventata una festività in onore della cattedra di San Pietro; i cristiani inoltre mantennero inizialmente le usanze funerarie pagane, ove non in contrasto con la propria fede.
Fin dal IV secolo dunque i cristiani commemoravano i propri martiri, e nell'VIII secolo papa papa Gregorio III (731-741) fondò un oratorio in San Pietro in Vaticano, nella vecchia basilica costantiniana, in onore del Salvatore, della Madre di Dio, di tutti i martiri e i confessori, in cui istituì un ufficio liturgico perpetuo. Alcune fonti sostengono che l'oratorio venne istituito il 1º novembre; altre riportano invece per il primo di novembre 731 un sinodo per condannare l'iconoclastia, e come data della consacrazione dell'oratorio il 12 aprile 732, che quell'anno coincideva con la Domenica delle palme. Secondo degli studiosi, fra i quali Bruce David Forbes, professore di studi religiosi alla Morningside University, sarebbe stato Gregorio III a far slittare la celebrazione dei martiri a novembre, e la nuova data sarebbe dunque stata inizialmente applicata soltanto alla città di Roma; secondo altre fonti inoltre non ci sarebbe alcuna prova che Gregorio III si sia rifatto alla festività pagana celtica di Samhain, come sostenuto dalla credenza popolare.
Nel VII secolo la Chiesa cattolica era già diffusa in gran parte d'Europa, e i Celti erano stati già convertiti da tempo. Secondo degli studiosi attorno l'800, diversi anni dopo la morte di Gregorio III, le chiese dell'Irlanda e della Northumbria tenevano già una festa per la commemorazione di tutti i santi il 1º novembre. Alcuino di York, un membro della corte di Carlo Magno, potrebbe quindi aver introdotto tale data del 1º novembre nell'Impero dei Franchi. Nell'835 divenne la data ufficiale nell'Impero franco tramite un decreto di Ludovico il Pio; pertanto altre fonti attribuiscono a papa Gregorio IV l'istituzione della festività di Ognissanti e la data autunnale di novembre invece che a Gregorio III. La stessa tesi è sostenuta da papa Benedetto XIV; per Fran Ota l'ipotesi che la data novembrina sia stata ratificata da Gregorio IV è «generalmente accettata» al giorno d'oggi. Alcuni studiosi hanno rintracciato nella data un'influenza dele antiche pratiche celtiche o germaniche; si crede che sia i popoli di lingua germanica e sia quelli di lingua celtica commemorassero i morti all'inizio del loro inverno. Essi potrebbero aver visto l'inizio della stagione invernale come il momento più adatto per celebrare i defunti, vedendo il periodo come un momento di metaforica morte della natura.
L'ipotesi che Ognissanti (omnium sanctorum) sia stato collocato il primo novembre sotto influenza del Samhain celtico non è unanimemente accolta fra gli studiosi. Robert Davis ha sottolineato come l'ufficiale ratifica di Gregorio IV non faccia riferimento alla soppressione di nessun preesistente rito pagano di nessun luogo della cristianità. Per Nicholas Rogers, inoltre, nonostante il primo novembre fosse già accettato come data di celebrazione in Germania e nell'Inghilterra anglosassone, nell'Irlanda celtica i santi erano commemorati inizialmente il 20 aprile, «una cronologia che contraddice l'opinione comune secondo cui novembre sia stato scelto per cristianizzare la festività di Samhain». Anche altri studiosi hanno individuato la data irlandese iniziale ad aprile, come emergerebbe in un importante documento chiamato Martirologio di Tallaght e nel Félire Óengusso, comunemente attribuito al vescovo irlandese san Óengus di Tallaght; la data iniziale irlandese si collega al martirio della comunità di Donnano di Eigg, festeggiato il 17 aprile. Per Robert David inoltre «la nuova data è stata di fatto contrastata per più di una generazione [nell'Irlanda celtica] dai chierici sostenitori del più antico 20 aprile». È stato anche suggerito un motivo pratico per il cambiamento di data. Stando a tale ipotesi Roma in estate non avrebbe potuto ospitare il gran numero di pellegrini che vi affluivano, anche a causa delle preoccupazioni per la salute pubblica sulla febbre romana, che mieteva all'epoca un certo numero di vite durante le estati afose di Roma. Secondo lo scrittore John Beleth la festa sarebbe stata spostata perché la mancanza di generi alimentari, che si faceva sentire all'inizio della primavera, avrebbe reso difficile provvedere ai pellegrini giunti a Roma in quel periodo. Per lo studioso Michael Kunzler la città avrebbe semplicemente recepito la data che dalla metà dell'VIII secolo si era affermata nell'Inghilterra e Irlanda già convertite al cattolicesimo.

### Sviluppi della ricorrenza e attacchi protestanti

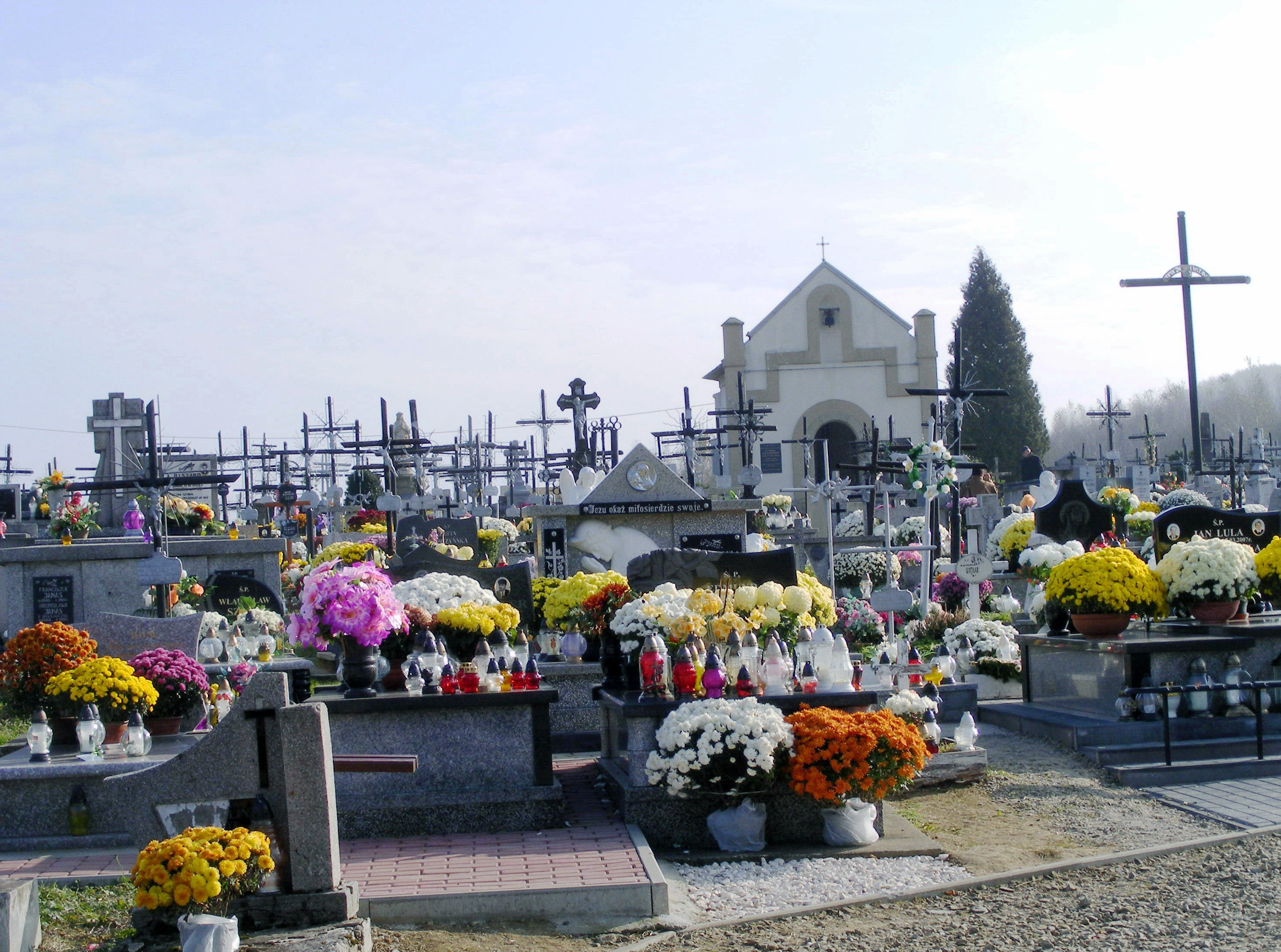
Cimitero di Bóbrka addobbato per la Commemorazione dei defunti. Halloween, Ognissanti e i Morti costituiscono un triduum che è diventato fin dal Medioevo parte del calendario cattolico, Allhallowtide

L'idea di un giorno dedicato interamente alla memoria di tutti i defunti è ritenuta estranea alla Chiesa primitiva. Il primo caso noto si ebbe con Isidoro di Siviglia, che ordinò ai propri monaci di celebrare una messa per le anime di tutti i morti, e all'inizio dell'XI secolo l'abate del monastero di Fulda, Eigil, dispose una memoria di tutti i defunti per il 17 dicembre, giorno della morte del santo fondatore dell'abbazia, Sturmio di Fulda. Secondo Kunzler nel 998 l'abate Odilone di Cluny avrebbe ordinato a tutti i monasteri a lui sottoposti di celebrare la ricorrenza il 2 novembre, occorrenza che a Cluny sarebbe comunque stata comune già prima di lui. Attraverso i cluniacensi la festa si sarebbe diffusa rapidamente, e nel XIII secolo sarebbe giunta a Roma. Per Robert Davis invece Odilone avrebbe imposto la commemorazione il 3 febbraio, e soltanto dopo diversi secoli la festività si sarebbe spostata alla data odierna. Anche l'aggiunta dei Morti il due novembre dopo Ognissanti è stata talvolta interpretata come una deliberata sostituzione delle antiche festività celtiche. Il triduo (triduum) di Halloween, Ognissanti e Defunti, Allhallowtide, diventò dunque parte della religiosità cattolica, ed è stata descritta dall'accademico Ralph Linton come «una delle più solenni festività della Chiesa». Alla fine del XII secolo le date di Ognissanti e dei Defunti diventarono feste di precetto e comportavano diverse tradizioni, fra le quali quella di suonare le campane delle chiese per le anime del purgatorio. Era anche consuetudine per i banditori vestiti di nero sfilare per le strade, agitando una campana dal suono luttuoso e invitando tutti i buoni cristiani a ricordare le povere anime dei defunti.
La consuetudine di Allhallowtide di cucinare e condividere soul cakes per tutte le anime battezzate è stata vista dall'Enciclopedia Britannica come l'origine dell'usanza del "Dolcetto o scherzetto?". Il costume risalirebbe almeno al XV secolo ed era presente in alcune parti dell'Inghilterra, del Galles, delle Fiandre, della Baviera e dell'Austria. Gruppi di persone povere, spesso bambini, andavano di porta in porta durante i tre giorni di festività, raccogliendo soul cakes in cambio di preghiere per i morti, specialmente le anime degli amici e dei parenti dei donatori. Tale usanza divenne nota in inglese come souling. Le soul cakes erano offerte agli stessi spiriti come pasto, o i soulers avrebbero agito come loro rappresentanti. Le torte, come per la tradizione quaresimale delle focacce calde, erano spesso contrassegnate da una croce, a indicare il fatto che fossero state cucinate per l'elemosina. William Shakespeare, fra gli altri, menziona il souling nella sua commedia I due gentiluomini di Verona del 1593, indicando la festività con il nome di Hallowmas. Una tradizione inglese voleva che per ogni torta consumata ci sarebbe stata un'anima liberata dai tormenti del purgatorio. Durante il souling i cristiani portavano lanterne fatte di rape scavate, che potrebbero aver originariamente rappresentato le anime dei morti; le jack-o'-lantern venivano invece usate per allontanare gli spiriti maligni. Il giorno di Ognissanti e dei Morti durante il XIX secolo si usava accendere in casa delle candele; tale usanza è riscontrabile in Irlanda, nelle Fiandre, in Baviera e in Tirolo, dove erano chiamate "luci delle anime". Le luci avevano lo scopo di guidare le anime a visitare le loro case terrene. In molti di tali luoghi il giorno di Ognissanti le candele venivano accese anche sulle tombe. In Bretagna venivano versate libagioni di latte sulle tombe dei parenti, o si lasciava del cibo durante la notte sul tavolo da pranzo per le anime che tornavano, un'usanza riscontrata anche in Sicilia e in Tirolo.
Lo scrittore Prince Sorie Conteh ha collegato l'usanza di travestirsi alla credenza nei fantasmi vendicativi. Stando a Conteh anticamente si credeva che le anime dei defunti vagassero sulla terra fino al giorno di Ognissanti, e la vigilia forniva un'ultima possibilità ai morti di vendicarsi dei loro nemici prima di passare all'altro mondo. Al fine di evitare di essere riconosciuti dagli spiriti vendicativi le persone avrebbero incominciato a indossare maschere o costumi per non farsi riconoscere. Degli studiosi sostengono che alcune chiese medievali, troppo povere per esporre le reliquie di santi martirizzati ad Allhallowtide, lasciavano invece che i parrocchiani si vestissero essi stessi da santi. Alcuni cristiani osservano questa usanza a Halloween anche in tempi moderni, a distanza di anni dall'inizio della celebrazione. Lesley Bannatyne ritiene che questa costumanza potrebbe essere frutto della cristianizzazione di una precedente usanza pagana. Molti cristiani dell'Europa continentale, specialmente in Francia, credevano che una volta all'anno, a Hallowe'en, i morti dei cortili delle chiese si alzassero per un selvaggio, orribile carnevale conosciuto come la danse macabre, evento spesso raffigurato nelle decorazioni delle chiese del Medioevo. Christopher Allmand e Rosamond McKitterick in The New Cambridge Medieval History sottolineano come la danse macabre esortasse i cattolici a non dimenticare «la fine di tutte le cose terrene» e la loro caducità. La danse macabre era talvolta messa in scena in occasione di feste di paese e mascherate di corte, con persone che si vestivano come cadaveri di vari strati della società, e questa potrebbe essere l'origine delle feste in costume di Halloween.
In Gran Bretagna queste usanze di Halloween, associate alla dottrina cattolica, vennero attaccate dai protestanti durante la Riforma, considerando il purgatorio una dottrina "papista" incompatibile con quella calvinista della predestinazione. Le cerimonie sancite dallo Stato associate all'intercessione dei santi e alla preghiera per le anime del purgatorio furono abolite durante la riforma elisabettiana, anche se All Hallow's Day continuò a essere riconosciuto nel calendario liturgico inglese per poter commemorare i santi. Alcuni protestanti non conformisti ridefinirono la teologia di All Hallows' Eve; gli spiriti dei defunti, secondo loro, non possono essere in viaggio dal purgatorio sulla via del paradiso, come sostenuto dalla dottrina cattolica, pensando che i cosiddetti fantasmi siano in realtà spiriti maligni. Altri protestanti credevano in uno stato intermedio conosciuto come Ade, o seno di Abramo. In alcune località i cattolici e protestanti continuarono il souling, a fare delle processioni a lume di candela e a suonare le campane della chiesa per i morti; tale pratica alla fine venne soppressa dalla Chiesa anglicana. Mark Donnelly, professore di archeologia medievale, e lo storico Daniel Diehl scrivono che i granai e le case erano benedetti per proteggere le persone e il bestiame dall'effetto delle streghe, che si credeva accompagnassero gli spiriti maligni mentre viaggiavano sulla Terra. Halloween, associato al calendario cattolico, diminuì d'importanza; dopo il 1605 in Inghilterra Hallowtide venne eclissato dalla Guy Fawkes Night, una celebrazione anticattolica tenuta il 5 novembre, che si appropriò di alcune delle sue usanze. La fine delle cerimonie ufficiali legate all'intercessione dei santi portò inoltre allo sviluppo di nuove usanze per Hallowtide. Nel Lancashire rurale del XVIII e del XIX secolo le famiglie cattoliche si riunivano sulle colline la notte di All Hallows' Eve; uno di loro teneva un mucchio di paglia in fiamme su un forcone e gli altri si inginocchiavano intorno a lui, pregando per le anime di parenti e amici fino a quando le fiamme si spegnevano. Tale pratica era nota come teen'lay. Un'usanza simile era presente nell'Hertfordshire, assieme all'accensione di fuochi chiamati "tindle" nel Derbyshire. Alcuni suggeriscono che questi tindles fossero originariamente accesi per guidare le anime verso la Terra. In Scozia e Irlanda le vecchie usanze di Allhallowtide che erano in contrasto con l'insegnamento riformato non furono soppresse; secondo Nicholas Rogers esse erano «importanti per il ciclo vitale e i riti di passaggio delle comunità locali», e frenarle sarebbe stato difficile.

### Diffusione in Nord America
Lesley Bannatyne e Cindy Ott sostengono che i coloni anglicani negli Stati Uniti meridionali e i coloni cattolici nel Maryland riconoscessero già All Hallow's Eve nei loro calendari ecclesiastici, sebbene i puritani del New England si opponessero fortemente alla festa, insieme ad altre celebrazioni tradizionali della Chiesa stabilita, tra cui il Natale. Gli almanacchi della fine del XVIII e dell'inizio del XIX secolo inoltre suggeriscono che all'epoca Halloween non fosse ancora ampiamente celebrato in Nord America.
Fu solo dopo l'immigrazione di massa irlandese e scozzese nel XIX secolo che Halloween divenne una festa importante in America. La maggior parte delle tradizioni americane di Halloween furono ereditate dagli irlandesi e dagli scozzesi, e i suoi legami cattolici con la festività di Tutti i Santi vennero attenuati dall'ambiente protestante; secondo Lisa Morton tuttavia nelle zone dei cajun, cioè dei discendenti canadesi francofoni, veniva tenuta una messa notturna nei cimiteri la notte di Halloween. Le candele che erano state benedette venivano poste sulle tombe, e le famiglie a volte trascorrevano l'intera notte sul sepolcro. La notte di Tutti i Santi, originariamente confinata a queste comunità di immigrati, fu gradualmente assimilata nella società tradizionale e celebrata da costa a costa da persone di ogni estrazione sociale, etnica e religiosa all'inizio del XX secolo. Attraverso l'influenza americana tali tradizioni di Halloween si diffusero in molti altri Paesi alla fine del ventesimo e all'inizio del XXI secolo, compresa l'Europa continentale. Prima della seconda guerra mondiale era concepito come una festività domestica, da tenere a casa e con un numero ristretto di persone, ma con il tempo sempre più persone di diverse estrazioni sociali si sono appropriate della celebrazione; per Jack Santino «l'Halloween carnevalesco che è emerso mostra discendere da eventi festivi mediterranei, africani, centro e sudamericani, dal Carnevale alle processioni dei santi».

## Teorie

### Influenza pagano-celtica

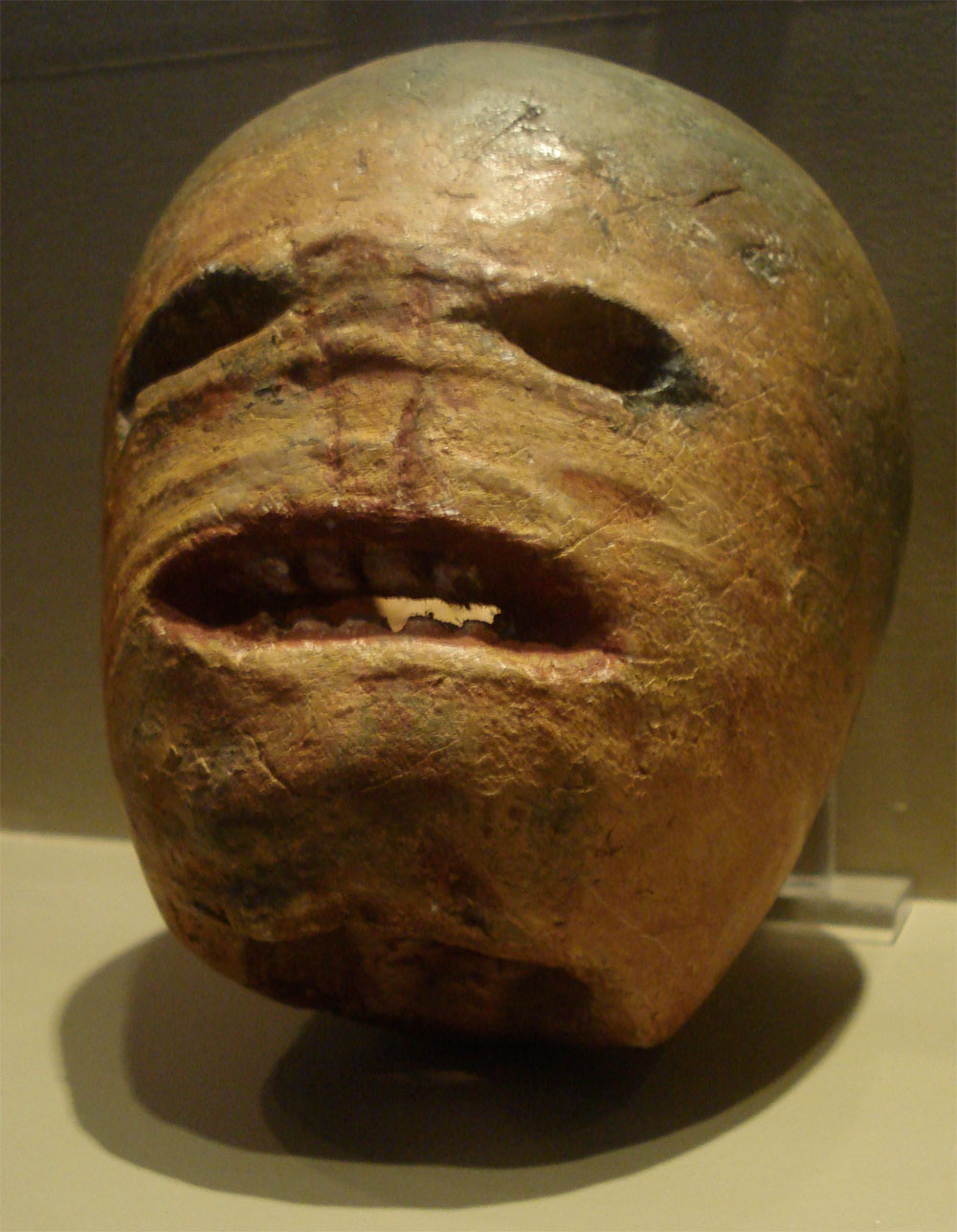
Un calco in gesso di una tradizionale lanterna irlandese di Halloween a forma di rapa (rutabaga) in mostra al Museum of Country Life, Irlanda

Diversi studiosi hanno collegato gran parte delle tradizioni per la notte di Ognissanti a Samhain, da molti descritto come l'inizio del nuovo anno celtico. La tesi non è unanimemente accolta dagli studiosi, e alcuni hanno sottolineato come si conosca poco della celebrazione; Jack Santino sostiene che la maggioranza di ciò che si sa su Samhain provenga da saghe irlandesi scritte tra il IX e il XII secolo, centinaia d'anni dopo la cristianizzazione delle tradizioni celtiche, ma che esse probabilmente riflettano comunque le pratiche precristiane originarie. Per molti l'Halloween contemporaneo sarebbe una versione cristianizzata di Samhain, mentre per Robert David l'ipotesi di una discendenza diretta o indiretta di Halloween dalla celebrazione celtica «sembra aver perso molta della propria forza». Samhain era uno dei quarter days del calendario gaelico medievale e veniva celebrato il 31 ottobre e il 1º novembre in Irlanda, Scozia e nell'isola di Man. Una festa affine era tenuta dai celti brittonici, e veniva chiamata Calan Gaeaf in Galles, Kalan Gwav in Cornovaglia e Kalan Goañv in Bretagna, un nome traducibile come "primo giorno d'inverno". Per i Celti il giorno finiva e cominciava al tramonto; così, secondo i calcoli moderni, la festa avrebbe dovuto iniziare la sera prima del 1º novembre. Samhain è menzionato in alcune delle prime opere della letteratura irlandese. I nomi della festività sono stati usati dagli storici per riferirsi alle usanze celtiche di Halloween fino al XIX secolo, e sono ancora i nomi gaelici e gallesi della vigilia di Tutti i Santi. 

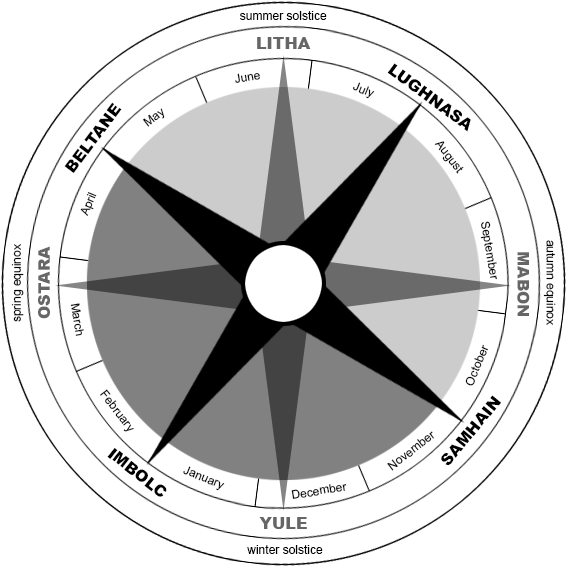
Ruota dell'anno con la collocazione di Samhain rispetto agli altri Sabbat.

Samhain segnava la fine della stagione del raccolto e l'inizio dell'inverno o la "metà oscura" dell'anno. Secondo degli studiosi esso era visto come un periodo liminale, quando il confine tra il mondo terreno e l'aldilà si assottigliava; per loro questo significherebbe che per le popolazioni gli Aos Sí, gli "spiriti", le "fate", avrebbero potuto entrare più facilmente nel mondo terreno ed essere considerati particolarmente attivi. Stando a Patricia Monaghan la maggior parte degli studiosi li vede come «versioni degradate di antichi dèi [...] il cui potere rimaneva attivo nella mente della gente anche dopo che erano stati ufficialmente sostituiti da credenze religiose successive». Secondo Monaghan e Santino essi sarebbero stati sia rispettati e sia temuti dalle popolazioni locali, e le persone invocavano spesso la protezione di Dio quando questi si avvicinavano alle loro case. Per l'Enciclopedia Britannica si diceva inoltre che le anime dei morti visitassero le loro case in cerca di ospitalità. La credenza che le anime dei morti tornino a casa una notte l'anno e debbano essere placate sembra avere origini antiche e si ritrova in molte culture. Nell'Irlanda del XIX secolo, secondo lo studioso Hutton, «si accendevano candele e si offrivano formalmente preghiere per le anime dei morti. Dopo di che il mangiare, il bere e i giochi avrebbero avuto inizio».
Jack Santino scrive che «c'era in tutta l'Irlanda una tregua scomoda tra i costumi e le credenze associate al cristianesimo e quelle associate alle religioni irlandesi esistenti prima dell'arrivo [della nuova religione]». Le origini delle usanze di Halloween vengono pertanto tipicamente legate a quelle di Samhain. Secondo lo studioso Hutton in tutta l'Irlanda e la Gran Bretagna i festeggiamenti domestici per tale festività includevano rituali di divinazione e giochi destinati a predire il futuro, specialmente per quanto riguarda la morte e il matrimonio. Secondo altri mele e noci sarebbero state spesso usate durante i festeggiamenti. Fra le usanze di Samhain vengono annoverate l'apple bobbing, l'arrostimento delle noci, la cristalloscopia, il versamento di piombo fuso o albume in acqua, l'interpretazione dei sogni e altri rituali; secondo loro venivano accesi degli speciali falò e c'erano diversi rituali che li coinvolgevano. Si è ipotizzato che le popolazioni celtiche ritenessero che le loro fiamme, il fumo e le ceneri avessero poteri protettivi e purificatori. In alcuni luoghi le torce accese dal falò venivano sparse in direzione del Sole intorno alle case e ai campi per proteggerli. È stato suggerito che i fuochi fossero una sorta di magia imitativa o simpatica; essi imitavano il Sole e trattenevano la decadenza e l'oscurità dell'inverno. Per altri i falò sarebbero stati usati inoltre per la divinazione e per allontanare gli spiriti maligni. In Scozia questi falò e i giochi di divinazione furono vietati da alcune chiese locali. In Galles, secondo quanto riportato dal governo della regione, i falò erano accesi per impedire alle anime dei morti di cadere sulla Terra; per Natalie Rosinsky in seguito si sarebbe iniziato a dire che tenessero lontano il diavolo.

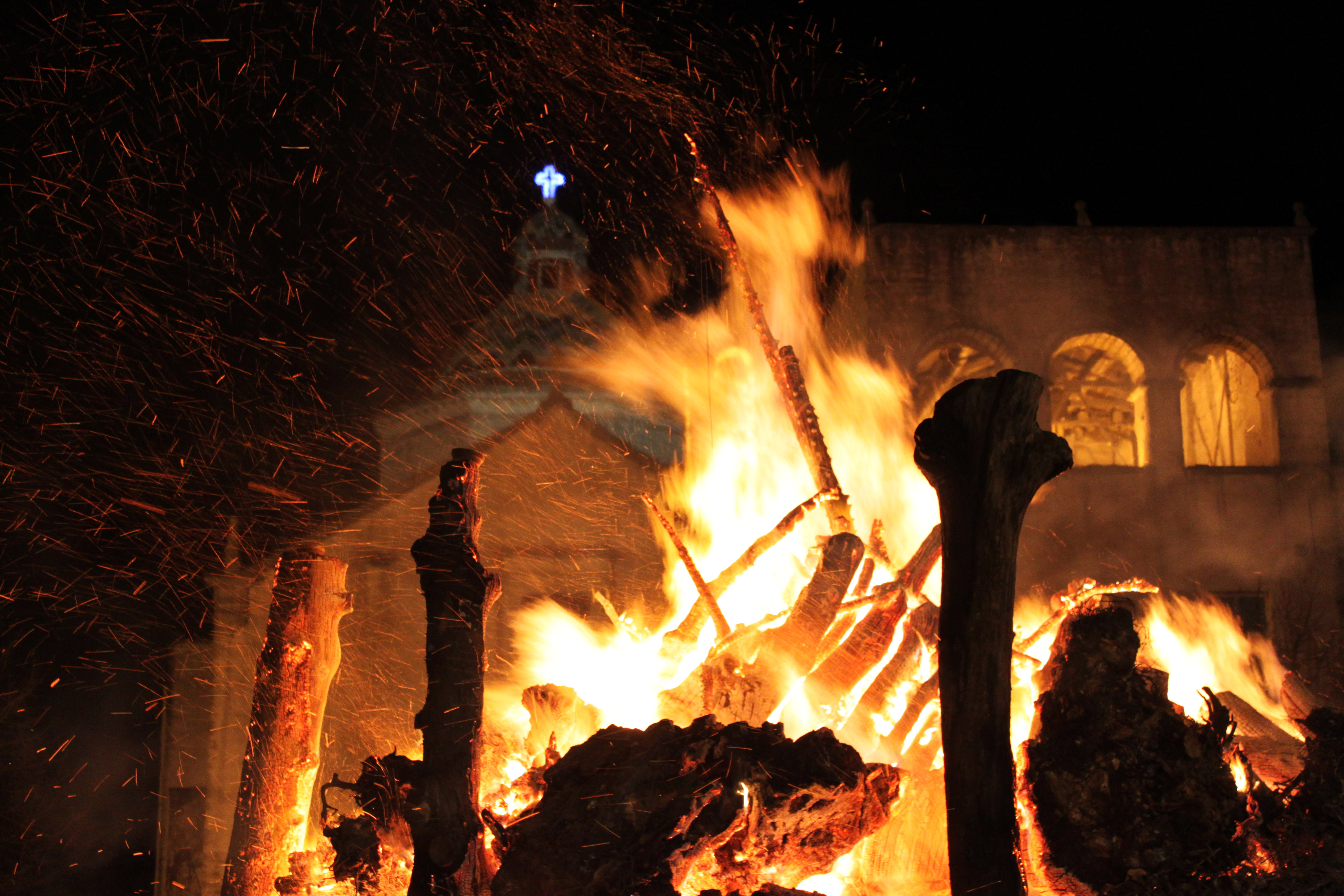
Secondo alcuni i roghi erano una caratteristica del Samhain. Recentemente degli studiosi hanno messo in dubbio l'ipotesi che Halloween e Ognissanti provengano dalla festività celtica, sostenendo che esso non fosse il loro capodanno e non fosse neanche collegato ai morti. Alcuni hanno anche messo in dubbio che esistesse realmente una festività panceltica la notte del primo novembre. Altri hanno fatto notare come il primo novembre fosse già Ognissanti nell'Inghilterra medievale, mentre nell'Irlanda celtica la data potrebbe essere stata inizialmente posta il 20 aprile, contraddicendo a loro dire l'opinione comune

In altre parti d'Europa il mumming faceva parte di altre feste, ma per Hutton nelle regioni di lingua celtica era «particolarmente appropriato per una notte in cui si diceva che esseri soprannaturali fossero in giro e potessero essere imitati o allontanati da vagabondi umani». A partire almeno dal XVIII secolo l'imitazione di tali spiriti maligni portò a fare scherzi in Irlanda e nelle Highlands scozzesi. L'usanza di indossare costumi e fare scherzi a Halloween si diffuse in Inghilterra nel XX secolo. Le persone usavano rape scavate o delle beta vulgaris come lanterne, spesso intagliate con facce dai volti grotteschi. Da coloro che le realizzavano le lanterne esse erano considerate rappresentazioni delle anime dei defunti, o usate per allontanare gli spiriti maligni. Erano comuni in alcune parti dell'Irlanda e delle Highlands scozzesi nel XIX secolo, oltre che nel Somerset. Nel XX secolo si diffusero in altre parti dell'Inghilterra e divennero generalmente note come jack-o'-lanterns.
La celebrazione, almeno a partire dal XVI secolo, includeva il mumming e l'usanza di travestirsi in Irlanda, Scozia, nell'isola di Man e in Galles. Ciò comportava che le persone andassero di casa in casa in costume o sotto mentite spoglie, di solito recitando versi o canzoni in cambio di cibo. Per Christina Hole potrebbe essere stata originariamente una tradizione in cui le persone impersonavano gli Aos Sí, o le anime dei morti, e ricevevano offerte per loro conto, similmente al cosiddetto souling. Si è ipotizzato che impersonare questi esseri, o indossare un travestimento, fosse considerata una forma di protezione nei loro confronti. In alcune parti dell'Irlanda meridionale i guisers prevedevano anche un hobby horse; un uomo vestito da Láir Bhán, cioè da cavalla bianca, conduceva i giovani casa per casa recitando versi, alcuni dei quali con sfumature pagane, in cambio di cibo. Se la famiglia donava del cibo poteva aspettarsi buona fortuna dalla Muck Olla; non farlo avrebbe portato sfortuna. In Scozia i giovani andavano di casa in casa con i volti mascherati, dipinti o anneriti, spesso minacciando di fare danni se non fossero stati accolti. F. Marian McNeill suggerisce che l'antica festa includesse persone in costume che rappresentavano gli spiriti, e che i volti fossero segnati o anneriti con la cenere del falò sacro. In alcune parti del Galles gli uomini andavano in giro vestiti come esseri spaventosi chiamati gwrachod. Alla fine del diciannovesimo e all'inizio del XX secolo i giovani di Glamorgan e delle Orcadi adottavano inoltre delle forme di travestitismo, indossando dunque abiti tradizionalmente associati al genere a loro opposto.

#### Scetticismo
Certi studiosi sostengono che Halloween, come vigilia di Ognissanti, abbia avuto una origine del tutto indipendente da Samhain, e alcuni mettono in dubbio l'esistenza di una specifica festa religiosa panceltica che aveva luogo fra il 31 ottobre e il 1º novembre. Per Steve Roud, autore di A Pocket Guide To Superstitions Of The British Isles, nonostante Samhain fosse effettivamente una festa importante e ci siano forti prove del carattere soprannaturale dell'evento in Irlanda, nel celtico Galles era il primo maggio a essere preso in considerazione; secondo Round in Scozia non si menziona quasi mai la festa e molto più tardi, «e nell'Inghilterra anglosassone ancora meno». Per Ronald Hutton la più antica letteratura gallese non attribuirebbe alcun significato arcano a queste date, in netto contrasto con il Calan Mai di maggio, e non descrive nessun raduno per la celebrazione, attestato invece per il capodanno. Egli conclude quindi che i documenti medievali non forniscano alcuna prova che il primo novembre fosse una grande festa panceltica. Per Robert Davis le prove della presenza di falò sono frammentarie e spesso irrimediabilmente confuse con altri tipi di roghi commemorativi riconducibili a epoche più moderne, come la notte di Guy Fawkes. Secondo lui l'odierna documentazione geografica non troverebbe nessuna correlazione significativa fra falò tardoautunnali e la concentrazione di popolazioni gaeliche, minando l'ipotesi di una grande festività celtica. Per Davis inoltre i rituali con falò tipici dell'Europa medievale «appaiono imprescindibili dal sensuale simbolismo teologico dell'evolvente atteggiamento cristiano verso i defunti».
Secondo altri studiosi, al contrario di una opinione comune, non ci sarebbe nessuna evidenza storiografica che Samhain fosse l'inizio dell'anno nuovo e che fosse collegato ai defunti e alla loro commemorazione. Lo studioso Robert Davis ha notato come «l'unico calendario celtico precristiano intatto finora scoperto, il calendario di Coligny della Gallia del II secolo, non menziona Samhain e mostra chiaramente che i galli pagani ritenevano che il nuovo anno iniziasse al solstizio d'inverno». È stato inoltre notato come i dati etnografici non mostrino l'esistenza «di credenze o pratiche pre-cristiane simili ad Halloween in nessuna fonte antica gallese o scozzese». Per lo storico Nicholas Rogers l'idea che Samhain fosse una festività in onore dei defunti trovò diffusione solo nel XIX secolo, in seguito al successo de Il ramo d'oro di James George Frazer; secondo lui: «Samhain ha conferito ad Halloween una carica soprannaturale e una intrinseca liminalità, ma non ha offerto molto in termini di pratiche concrete, tranne che nei suoi fuochi rituali. Molte di queste si svilupparono in concomitanza con le festività medievali di Tutti i Santi e dei Defunti». Hutton ha identificato Frazer e il filologo John Rhys come le figure chiavi responsabili della «romanticizzata visione di Samhain e esagerata influenza su Halloween». Altri studiosi hanno notato come la data di Ognissanti fosse inizialmente festeggiata in Irlanda il 20 aprile, mentre in Inghilterra e in Germania potrebbe essere già stata imposta per il 1º novembre, contraddicendo l'opinione comune secondo cui Gregorio IV avrebbe scelto la data per cristianizzare la celebrazione celtica. Lo scrittore cattolico Angelo Stagnoro ha similmente osservato come i celti avessero delle festività in diversi mesi dell'anno, e sarebbe per lui implausibile che la Chiesa cattolica avesse scelto una data irlandese fra tutte le celebrazioni pagane delle tribù convertite. Dimitra Fimi, studiosa accademica e scrittrice, ha concluso una sua analisi in merito dicendo: «Non ci sono prove a supporto dell'idea che il Samhain irlandese sia stato astutamente "ripreso" dal cristianesimo». Tad Tuleja e altri studiosi ha sostenuto che quella dei Morti sia una festività più vicina a Samhain di quanto siano in realtà Halloween o Tutti i Santi; secondo lui inoltre: «"Dolcetto o scherzetto" non è una versione degenerata di Samhain più di quanto L'Internazionale sia un rito degenerato dell'albero di maggio e un adulto un bambino degenerato».

### Presunti legami con il satanismo e propaganda anticattolica

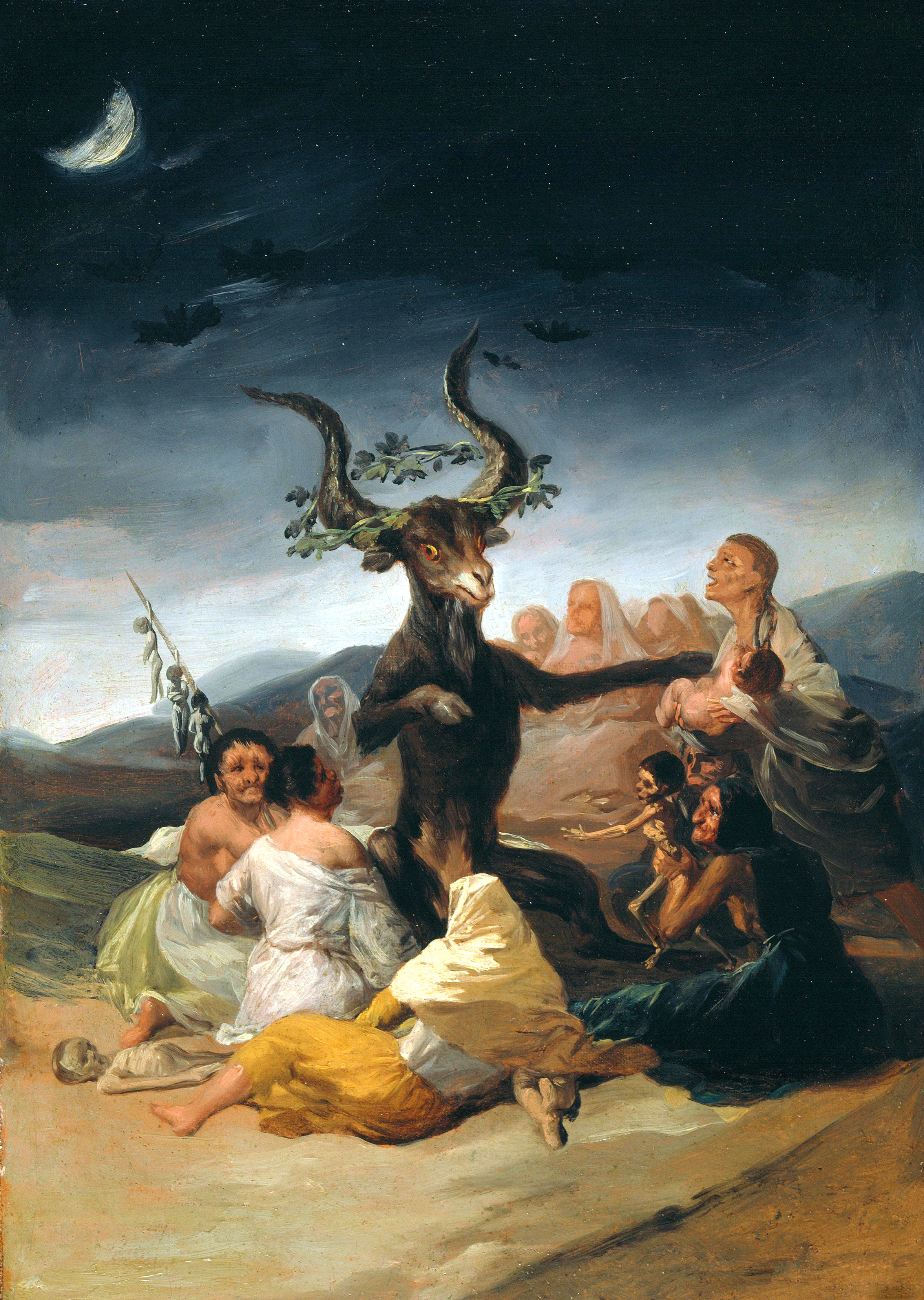
Il sabba delle streghe di Francisco Goya. Diversi studiosi hanno sottolineato come né Samhain e né Halloween fossero dedicati a nessun dio della morte, ipotesi invece sostenuta da una propaganda protestante abbracciata in seguito anche da diversi cattolici

A partire dal XVIII secolo si diffuse la teoria secondo cui Samhain fosse in realtà una festa satanica, incentrata sul culto di un dio della morte o principe delle tenebre omonimo, talvolta assimilato a Satana, a cui sarebbero stati offerti sacrifici cruenti. L'idea che la festa celebri Satana, demoni e la stregoneria è stata riscontrata in alcune denominazioni protestanti, come la chiesa evangelica e l'Assemblea Mondiale delle Assemblee di Dio. L'ipotesi secondo la studiosa Lisa Morton sarebbe storicamente infondata, e la falsa etimologia sarebbe stata diffusa dall'opera Collectanea de Rebus Hibernicis, pubblicata nel 1786 e scritta dal militare britannico Charles Vallancey. Secondo Lesley Pratt Bannatyne inoltre non ci sono prove che i druidi facessero sacrifici umani alla vigilia di Ognissanti: «I druidi non erano satanisti; e i satanisti non hanno alcun legame con il "Dolcetto o scherzetto?"».
Altre teorie avanzate da alcuni conservatori cristiani implicherebbero che Baal, una divinità mediorientale, sarebbe entrata anche nel pantheon celtico; Baal sarebbe stato dunque paragonato a Belanu, detto Bel, identificato come la divinità della primavera e dell'estate, il cui regno sarebbe terminato proprio durante la notte di Samhain, dio della morte. La storiografia moderna, benché sia stata suggerita l'esistenza di un personaggio minore della mitologia celtica chiamato Samhain, ha appurato come non sia una divinità e non esista affatto un dio con questo nome. I legami fra Halloween e satanismo sono stati inoltre ricondotti alla campagna di un estremista protestante chiamato Jack Chick, che avrebbe distribuito diverso materiale anticattolico e contro la vigilia di Ognissanti negli anni ottanta, nella convenzione che il cattolicesimo nasconda idolatria pagana. Diversi protestanti e alcuni cattolici, ignari dell'idea anticattolica alla base dell'equiparazione satanica, avrebbero cominciato a credere alle idee di Chick, finendo con il distanziarsi dalle tradizionali pratiche della notte di Ognissanti, come le zucche scavate o il "Dolcetto o scherzetto?".

### Pomona
Alcuni suggeriscono che delle attività tipiche di Halloween derivino da pratiche romane tenute in onore di Pomona. Secondo la studiosa Lisa Morton invece l'idea che la vigilia di Ognissanti sia anche parzialmente basata su una festività di Pomona, popolare a partire dalla metà del XX secolo, sarebbe infondata, visto che non esisterebbe realmente una festività del genere dedicata alla dea. Anche il classicista Cyril Bailey giunse a una conclusione simile, sostenendo che Pomona non avesse nessuna festività nel vecchio calendario romano.

## Prospettive e osservanze religiose

### Cristianesimo
La Chiesa cristiana tradizionalmente osservava Hallowe'en attraverso una veglia. I fedeli si preparavano al banchetto del successivo giorno di Ognissanti con preghiere e digiuni. Questo servizio ecclesiastico è noto come Veglia di Tutti i Santi; in tempi moderni un'iniziativa nota come Night of Light cerca di diffondere ulteriormente la veglia di Ognissanti in tutta la cristianità. Dopo la funzione seguono spesso festeggiamenti e intrattenimenti, così come una visita al cimitero e alle tombe, dove spesso vengono posti fiori e candele in preparazione del giorno di Tutti i Santi.

#### Cattolicesimo
In tempi recenti all'interno del cattolicesimo Halloween è diventata centro di polemiche. All'interno della Chiesa cattolica statunitense viene riconosciuta l'origine europea e la cattolicità di Halloween e dei festeggiamenti per la vigilia di Ognissanti; negli Stati Uniti inoltre la ricorrenza viene celebrata in delle scuole cattoliche. Vatican News ad esempio ha difeso la festa di Halloween e il diritto dei cattolici di festeggiarla, criticando l'opinione diffusa che sia una festa di origine pagana e ribadendo le radici cattoliche di Ognissanti. Marcel Brown dell'Istituto Alcuino per la Cultura Cattolica di Tulsa l'ha descritta come «una di quelle ricorrenze del calendario cattolico che si celebra alla vigilia di una grande solennità». The Catholic Company ha sottolineato come, al contrario di quanto comunemente creduto, la festa sia stata istituita nell'Europa cattolica, a Roma, e non in America, dicendo: «Halloween è una festa cattolica. Non ha origini nel paganesimo, in Samhain, in feste druidiche, nell'occulto o nel satanismo. Questo malinteso è frutto di una propaganda anti-cattolica relativamente nuova che affonda le sue radici nella Riforma protestante. Non ha alcuna base storica». Anche il sito ufficiale dell'arcidiocesi di Singapore ha difeso la celebrazione come «(culturalmente) cattolica».
Ufficialmente la Chiesa Cattolica non ha posizioni specifiche sulla festività. In merito si sono pronunciate diverse figure della Chiesa, sia con critiche e sia in difesa della ricorrenza. Nel 1999 i vescovi francesi pubblicarono una dichiarazione che condannava i festeggiamenti carnevaleschi di Halloween. L'Osservatore Romano fece scalpore nel 2009, quando menzionò un chierico spagnolo, padre Joan Maria Canals, che ritenne l'intera ricorrenza occulta e anticristiana. Suor Maureen Shaughnessy, assistente segretaria per la catechesi e la formazione al Dipartimento dell'educazione dei vescovi cattolici degli Stati Uniti, scrisse invece che: «Halloween ci dà l'opportunità di aiutare le persone di tutte le età a ricollegarsi alla comprensione cristiana di questa festa molto popolare». In tempi recenti altri esponenti del clero e fedeli italiani hanno espresso delle critiche al riguardo, giudicandola estranea al cattolicesimo e alla cultura italica.
Manuel Belli de L'Osservatore Romano ha aspramente criticato la ricorrenza, sostenendo che «i legami tra ciò che si festeggia nella solennità di Ognissanti e ad Halloween sono praticamente pari a zero» e che Halloween sia «incompatibile con il cristianesimo»; secondo lui il problema nei festeggiamenti moderni consisterebbe nel fatto che «questa squadra di festaioli ci sta dicendo che trova molto più interessante vestirsi da mostriciattoli che celebrare tutti i santi e commemorare i defunti». Simili critiche sono state fatte in una intervista per Radio Vaticana da don Aldo Bonaiuto, sacerdote della Comunità Papa Giovanni XXIII, secondo il quale Halloween non corrisponderebbe dunque alla vigilia di Ognissanti, ma a un rimasuglio del rituale celtico di Samhain con al centro una figura del «principe delle tenebre». Nel giorno di Ognissanti 2020 papa Francesco ha tenuto un discorso in cui ha invitato i cattolici a pregare e visitare i cimiteri «in questi giorni, in cui, purtroppo, circolano anche messaggi di cultura negativa sulla morte e sui morti»; il commento del pontefice è stato interpretato come un'implicita allusione a Halloween. Il dibattito si è inoltre esteso alla sfera politica; nel 2020 il presidente della Campania Vincenzo De Luca ha definito Halloween una «stupida americanata» e un «monumento all'imbecillità», commenti accolti positivamente da alcuni giornalisti cattolici. Opinione opposta è stata data da Gabriele Amorth, presbitero ed esorcista della diocesi di Roma: «Se ai bambini inglesi e americani piace vestirsi da streghe e da diavoli una notte l'anno non c'è nulla di male. Se è solo un gioco non c'è nulla di cui preoccuparsi». Anche sulle credenze attorno alla festa sono stati espressi pareri contrastanti. Manuel Belli ritiene la concezione della morte presentata da Halloween teologicamente incompatibile con quella cristiana, mentre altri, fra cui Patricia Kasten, scrittrice sul giornale ufficiale della diocesi di Green Bay, hanno notato come la dottrina della Chiesa non abbia una posizione ufficiale sui fantasmi e la credenza degli spettri non sia in contrasto con il suo insegnamento.
Anche altri studiosi, fedeli e esponenti del clero hanno ribadito le origini cattoliche della celebrazione. Secondo la rivista della Società di Gesù America ad esempio la festività avrebbe profonde radici cristiane, oltre che celtiche, e potrebbe essere a tutti gli effetti considerata una festa cattolica tradizionale. Anche il sito Aleteia ha rivendicato le origini cattoliche della festività; il sito ha inoltre rigettato l'idea che Halloween sia una festa pagana e celtica, a suo dire frutto di un apparentamento con Samhain popolare soltanto dal XX secolo in poi: «Questa sì che è una nota spuria, entrata con l'inganno nell'immaginario contemporaneo per aver dato credito proprio ai detrattori della festa». Anche per Aleteia i primi attacchi alla festa di Halloween verrebbero dal protestantesimo, che cercò di far abolire «la cattolicissima festività di Ognissanti»; i cattolici irlandesi emigrati dunque avrebbero portato di nuovo alla ribalta la vigilia di Ognissanti in America. Don Antonio Rizzolo di Famiglia Cristiana ha similmente difeso la festività; pur criticando la versione moderna della ricorrenza, descrivendola come «una festa consumistica, importata nella forma attuale dagli Stati Uniti», egli ha riconosciuto l'origine cristiana e cattolica della festività. Anche don Andrea Lonardo, direttore dell'Ufficio catechistico della diocesi di Roma, ha criticato i festeggiamenti pagani e moderni di Halloween, ma ha ribadito la cattolicità della ricorrenza, in sé non pagana. La sociologa e studiosa Paola Lazzarini ha criticato la strumentalizzazione e l'odio di alcuni gruppi cattolici contemporanei e di destra italiana contro la vigilia di Ognissanti come «surreali»; la sociologa ha paragonato il sincretismo cattolico della festività ad altre celebrazioni proprie del cristianesimo, come il Natale, da lei paragonato al Sol Invictus, e il Carnevale, collegato invece ai Saturnali pagani: «Diversamente Halloween, pur non essendo in contrasto con i dettami della fede, viene costantemente osteggiato con iniziative di ogni genere. Si sfoderano per l'occasione alcuni passi evangelici, spesso citati in modo scorretto. [...] Le argomentazioni di tipo religioso risultano tuttavia di poco spessore».

##### Usanze

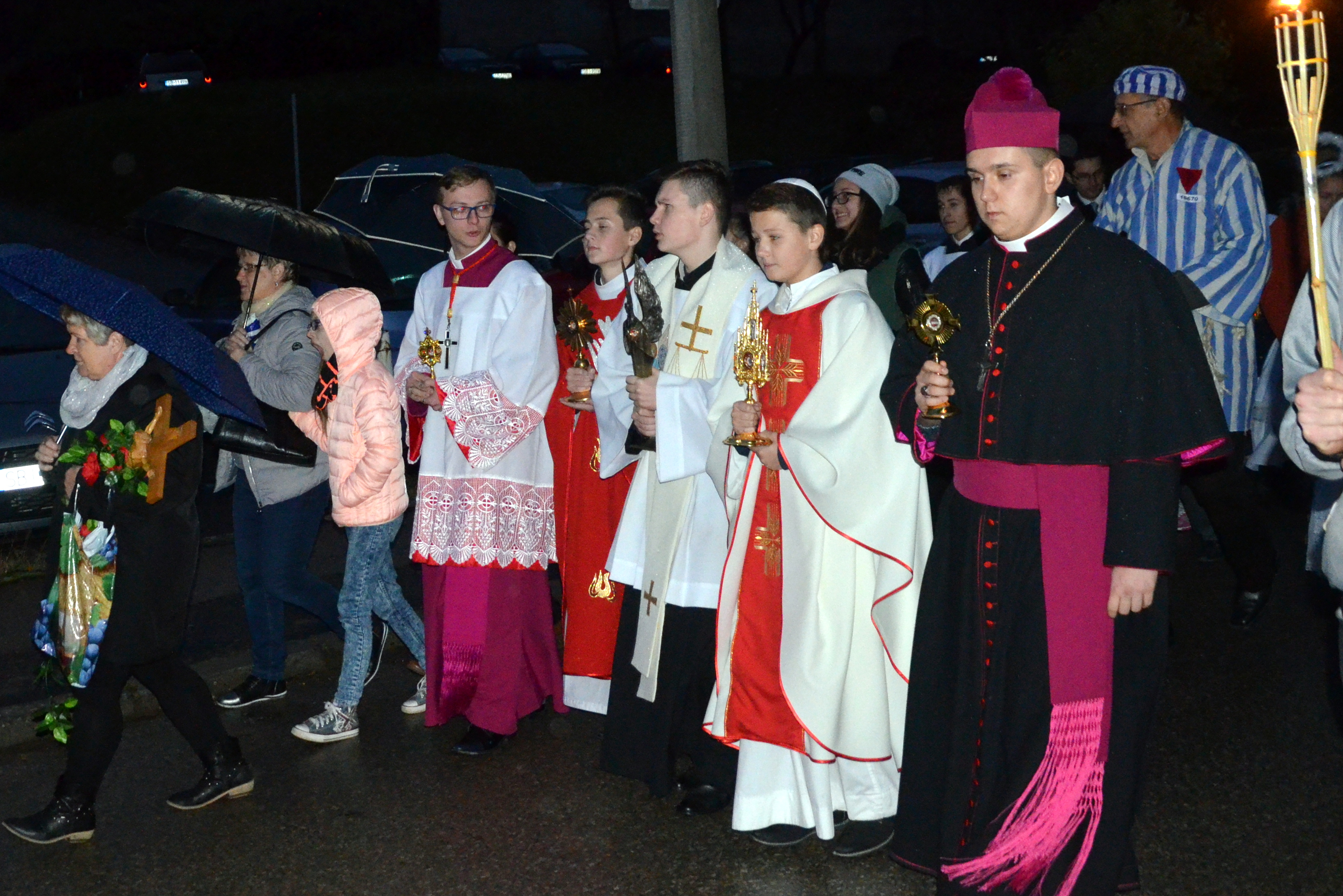
Giovani con diversi ostensori durante l'Holy Wins, una festività organizzata dalla diocesi di Bielsko-Żywiec in Polonia in risposta a Halloween, giudicato estraneo alla religione cattolica

La prima settimana di novembre è caratterizzata in diverse nazioni, specialmente quelle con una forte ascendenza cattolica, da celebrazioni sulla morte, fondendo insieme comicità e serietà. Nelle nazioni cattoliche si ritrovano inoltre festività con legami di parentela con Halloween associate con Tutti i Santi e i Morti. Nei cimiteri di Spagna e Francia, così come in America Latina, i sacerdoti sono soliti guidare delle processioni e dei servizi cristiani durante il cosiddetto Allhallowtide, dopo il quale la gente tiene una veglia lunga l'intera nottata. Tali pratiche religiose continuano a essere osservate anche nel presente. In Spagna si usa cucinare dei dolci speciali chiamati huesos de santo, "ossa di santo", da porre sulle tombe dei defunti. Nel XIX secolo a San Sebastián i corpi dei poveri venivano sepolti la vigilia, a Ognissanti e il giorno dopo la festa, un particolare evento che attirava i mendicanti che si appellavano ai ricordi dei propri cari defunti. Nella stessa data alcuni preti cristiani dei piccoli villaggi spagnoli suonano le campane delle loro chiese per ricordare ai loro fedeli di non dimenticarsi dei morti. Nel 2004 l'arcidiocesi di Boston ha organizzato un "Saint Fest" a Halloween per ribadire le origini cattoliche della ricorrenza. In passato alla vigilia di Tutti i Santi in Polonia si insegnava ai credenti a pregare ad alta voce mentre camminavano nelle foreste affinché le anime dei morti potessero trovare conforto. Nello stesso Paese è tradizionalmente tenuta una festività chiamata Dziady, anch'essa associata alla vigilia di Ognissanti e al moderno Halloween. In Irlanda e fra gli immigrati irlandesi espatriati in Canada vi è l'usanza di osservare la pratica cristiana dell'astinenza, evitando di mangiare carne alla vigilia di Ognissanti e consumare in sua vece frittelle e colcannon. Un altro costume è riscontrabile in Messico, dove i bambini sono soliti costruire un altare per invitare gli spiriti dei bambini morti, detti angelitos. Anche la ricorrenza messicana del Dìa de los Muertos, tenuta in occasione del triduo dei morti dal 31 ottobre al 2 novembre, è stata associata al moderno Halloween.

###### Italia

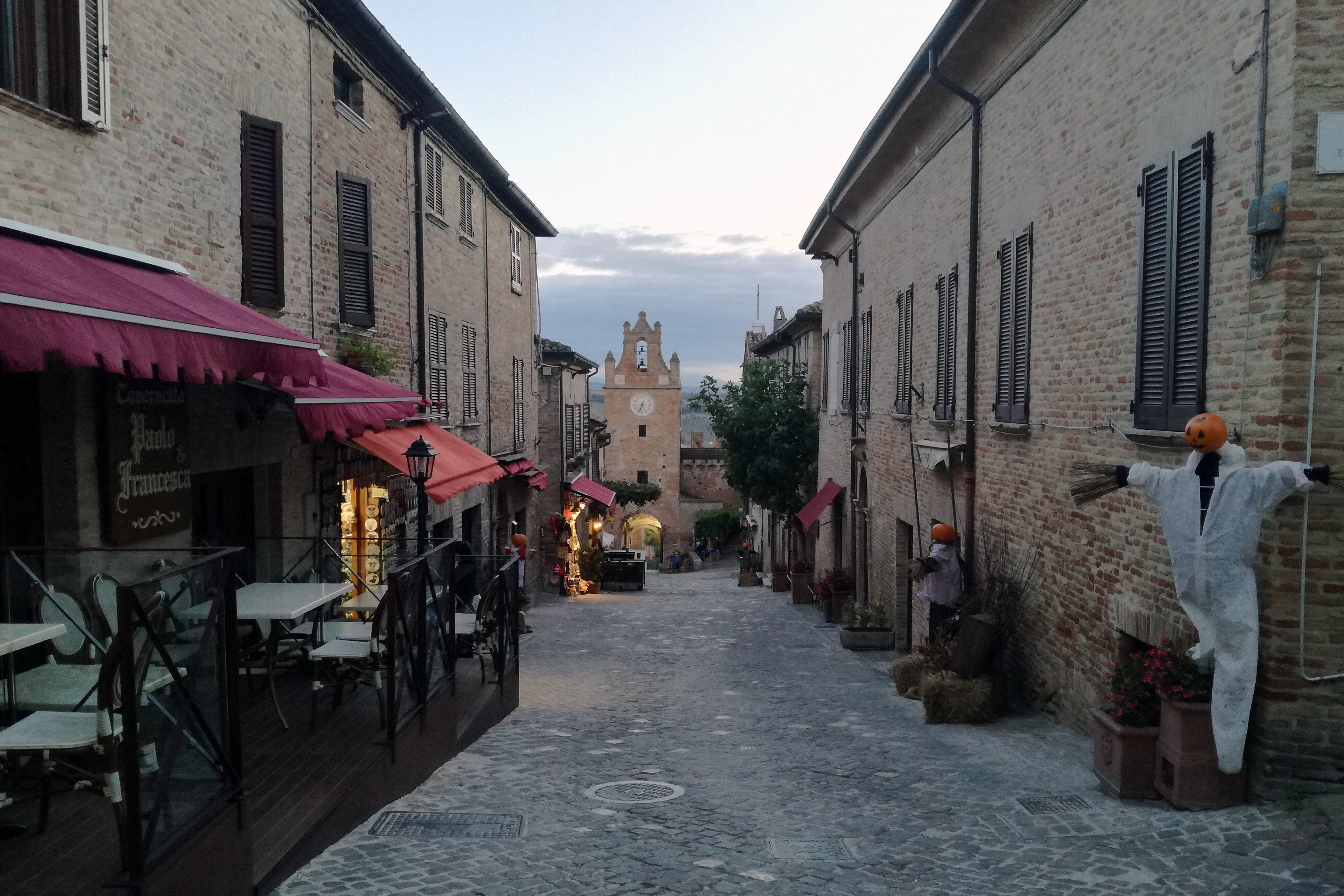
Gradara addobbata per la vigilia di Ognissanti. Delle usanze tradizionali simili ai costumi moderni di Halloween sono state rintracciate in tutta la penisola italiana

La ricorrenza di Allhallowtide è festeggiata tradizionalmente anche in area mediterranea cattolica, come la Sicilia e la Sardegna, ove sono ricorrenti delle pietanze conosciute come "dolci dei morti". Fino al XV secolo in alcune zone d'Italia era tradizione per le famiglie lasciare un pasto fuori per gli spiriti degli antenati prima di partire per le funzioni religiose. Le chiese italiane inoltre presentavano delle rievocazioni teatrali di scene della vita dei santi a Ognissanti, e i protagonisti erano rappresentati da realistiche riproduzioni di cera. All'Arcispedale di Santo Spirito in Saxia di Roma veniva preparata una scena in cui i corpi di individui morti recentemente venivano disposti intorno alla statua di cera di un angelo che indicava il cielo. I parroci inoltre andavano di casa in casa chiedendo piccoli doni di cibo che condividevano fra di loro durante la notte. A Napoli il giorno dei Morti venivano aperti gli ossari con gli scheletri dei defunti, che venivano decorati con fiori, mentre a Salerno era costumanza preparare cibo per i defunti della propria famiglia, le cui anime si credeva tornassero alle loro antiche dimore il primo novembre. In Italia sono pietanze tipiche anche le "fave dolci" o "fave dei morti" in Emilia-Romagna, Lazio, Lombardia, Marche e Umbria; le "ossa di morto”, la pupaccena e la martorana in Sicilia e 'o morticiello napoletano, un torrone glassato con cioccolato. In Friuli è registrata la tradizione di intagliare le zucche in forma di teschio, lasciando la sera di Ognissanti un lume acceso, un secchio d'acqua e del pane sulla tavola. Simili tradizioni si ritrovano in tutta la penisola. I bambini sardi in passato usavano girovagare per le abitazioni chiedendo is panixeddas, anche detto is animeddas o is paschisceddas, un obolo di pane, dolci o frutta. La sera di Ognissanti inoltre i sagrestani delle chiese di Nuoro con un campanello e delle bisacce picchiavano quasi a ogni porta del paese, chiedendo il mortu mortu, e venivano loro dati i papassinos, pane, frutta secca, mandorle e noci.
Secondo l'antropologo Luigi Lombardi Satriani la ricorrenza di Halloween si sarebbe originata in Italia, a Serra San Bruno. L'usanza di svuotare una zucca, ricavarne tratti di un viso umano e porvi dentro una candela risalirebbe quindi alla migrazione delle popolazioni meridionali in America, che avrebbero portato con loro e continuato a praticare una tradizione dal significato antropologico ben preciso, ovvero stabilire un contatto con i propri cari defunti. I gruppi di bambini che fanno il giro del paese con la zucca chiedendo un'offerta sarebbero la versione più antica e popolare del "Dolcetto o scherzetto?". I bambini di Serra, infatti, bussano alle porte o più semplicemente fermano la gente per strada chiedendo: "Mi lu pagati lu coccalu?" ("Mi pagate il teschio di morto?").

### Protestantesimo
Oggi esistono diversi atteggiamenti del cristianesimo riformato verso Halloween. Nella Chiesa anglicana alcune diocesi hanno scelto di enfatizzare le tradizioni cristiane associate ad All Hallow's Eve. Alcune di queste pratiche includono la preghiera, il digiuno e la partecipazione ai servizi di culto. In Finlandia molte persone visitano i cimiteri la notte di Ognissanti per accendervi candele votive, e questi cortei sono conosciuti come valomeri, o mari di luce. Altri cristiani protestanti celebrano All Hallows' Eve anche come Giorno della Riforma, un giorno per ricordare la Riforma protestante insieme ad All Hallow's Eve o indipendentemente da esso. Si dice infatti che Martin Lutero abbia inchiodato le sue novantacinque tesi alla chiesa di Ognissanti a Wittenberg la notte di All Hallows' Eve. Spesso la vigilia di Ognissanti si tengono delle "feste del Raccolto" o "feste della Riforma", in cui i bambini si travestono da personaggi della Bibbia o da riformatori. Oltre a distribuire caramelle ai bambini che fanno "Dolcetto o scherzetto?" a Ognissanti molti cristiani forniscono loro anche dei volantini del Vangelo. Un'organizzazione, l'American Tract Society, ha dichiarato che solo per le celebrazioni di Hallowe'en vengono ordinati circa tre milioni di opuscoli evangelici. Altri ordinano delle cosiddette Scirpture Candy a tema Halloween da distribuire ai bambini.
Alcuni cristiani protestanti hanno espresso preoccupazione per la moderna celebrazione di Halloween perché ritengono che banalizzi o celebri il paganesimo, l'occulto, o altre pratiche e fenomeni culturali ritenuti incompatibili con il loro credo. Molte Chiese riformate contemporanee vedono Halloween come un evento divertente per i bambini, tenendo eventi nelle loro chiese dove i bambini e i loro genitori possono vestirsi, giocare, e ottenere caramelle gratis. Per questi cristiani Halloween non rappresenta una minaccia per la vita spirituale dei bambini: essere istruiti sulla morte e la mortalità è in realtà ritenuta una preziosa lezione di vita e una parte del patrimonio di molti dei loro parrocchiani. Il ministro cristiano Sam Portaro ha scritto che Halloween usa «l'umorismo e il ridicolo per affrontare il potere della morte». Molte chiese protestanti fondamentaliste ed evangeliche usano "case infernali" (hell houses) e comicità per sfruttare la popolarità di Halloween come opportunità di evangelizzazione. Altri, come la protestante Restored Church of God, considerano Halloween completamente incompatibile con la fede cristiana a causa delle sue origini putative nella celebrazione della festa dei morti.

## Simboli

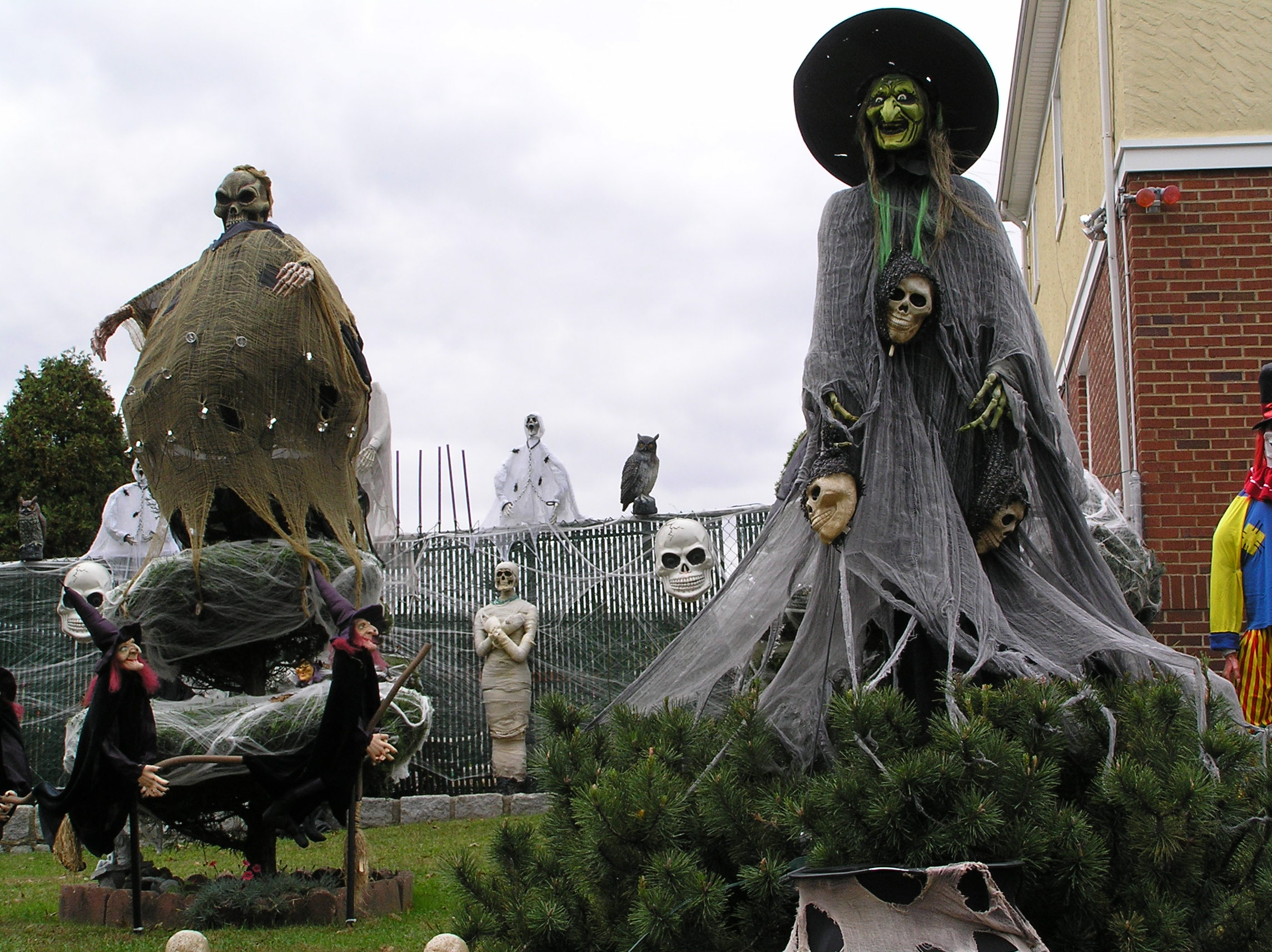
Cortili, spazi pubblici e alcune case possono essere decorati per Halloween con simboli macabri tra cui scheletri, fantasmi, ragnatele, lapidi e streghe.

Lo sviluppo dei costumi e dei simboli associati alla notte di Tutti i Santi è avvenuto nel tempo. Le persone durante la festività usano travestirsi e preparare delle zucche intagliate, dette jack-o'-lantern, per spaventare gli spiriti maligni; è presente inoltre una popolare leggenda folcloristica irlandese cristiana sulle jack-o'-lantern, secondo la quale esse rappresenterebbero le anime di coloro a cui è stato negato l'accesso al paradiso e all'inferno. Secondo la leggenda, un certo Jack, un fabbro avaro e ubriacone, incontrò il diavolo in una taverna. A causa della sua vita tutt’altro che virtuosa, la sua anima era già destinata al demonio, ma grazie alla sua furbizia Jack riuscì a salvarla: convinse il diavolo a trasformarsi in una moneta per potersi permettere un’ultima bevuta, ma a quel punto l’astuto fabbro mise la moneta nel suo borsello accanto a una croce d’argento, cosicché il diavolo non potesse ritrasformarsi. Per tornare libero il diavolo gli promise che non avrebbe preso la sua anima per i successivi dieci anni e Jack accettò. Trascorso quel periodo, il demonio si presentò nuovamente, ma prima di cedergli l’anima il fabbro espresse un ultimo desiderio chiedendogli di raccogliere una mela da un albero. Si trattava però di un altro tranello: Jack prontamente incise una croce sul tronco bloccando il demonio ancora una volta. Jack strinse quindi un patto col diavolo, ottenendo che la sua anima non potesse mai essere reclamata da questi. Alla sua morte Jack fu rifiutato dal Paradiso, a causa degli innumerevoli peccati, ma fu rifiutato anche dall’Inferno, per via di quel patto stretto con il diavolo. Jack fu quindi costretto a trascorrere l’eternità come un’anima in pena.
In Irlanda e in Scozia è costume tradizionale intagliare le rape la notte di Tutti i Santi, ma gli immigrati in Nord America usarono poi la zucca, molto più morbida e grande della rapa, per l'usanza. La tradizione americana di intagliare le zucche è registrata a partire dal 1837 ed era originariamente associata al tempo del raccolto, e fu associata ad Halloween solo nella seconda metà del XIX secolo. L'immaginario moderno di Halloween proviene da molte fonti, tra cui l'escatologia cristiana, le opere di letteratura gotica e il cinema dell'orrore. L'immagine del teschio, un riferimento al Golgota nella tradizione cristiana, funge da promemoria «della morte e della transitorietà della vita umana»; i teschi sono dunque diventati comuni ad Halloween, che tocca tali tematiche. Tradizionalmente le pareti di fondo delle chiese sono «decorate con una raffigurazione del Giudizio Universale, con sepolcri che si aprono e morti che risorgono, con un cielo pieno di angeli e un inferno pieno di diavoli», un motivo ricorrente di tale triduum. Una delle prime opere sulla vigilia di Ognissanti è del poeta scozzese John Mayne, che nel 1780 parlò degli scherzi di Halloween in "Che scherzi spaventosi ne derivano!" e del soprannaturale associato alla notte in "Bogies" (fantasmi), influenzando anche "Halloween" di Robert Burns (1785). Nella festività prevalgono anche elementi della stagione autunnale, come zucche, bucce di mais e spaventapasseri. Le case vengono spesso decorate con tali simboli intorno alla viglia di Ognissanti. Altri temi tipici sono la morte, la malvagità e creature mostruose mitologiche. Anche i gatti neri, che sono stati a lungo associati alle streghe, sono un simbolo comune di Halloween, e i suoi colori tradizionali sono il nero, l'arancione e talvolta il viola.

## Costumi
I costumi della notte di Ognissanti erano tradizionalmente modellati su figure come vampiri, fantasmi, scheletri, streghe dall'aspetto spaventoso e diavoli. Nel corso del tempo la selezione dei costumi si è estesa fino a includere personaggi popolari della narrativa, celebrità e archetipi generici come ninja e principesse. L'usanza di travestirsi in costume e mascherarsi è riscontrabile in Scozia e Irlanda ad Halloween a partire dalla fine del XIX secolo. In Irlanda le maschere sono conosciute come "facce false". I costumi sono diventati popolari per le feste di Halloween negli Stati Uniti all'inizio del XX secolo, tanto per gli adulti quanto per i bambini, mentre il "Dolcetto o scherzetto?" diventò popolare in Canada e negli Stati Uniti negli anni '20 e '30. L'annuale Village Halloween Parade di New York si tenne la prima volta nel 1974; è la più grande parata di Halloween del mondo e l'unica grande parata notturna d'America. Essa attira più di sessantamila partecipanti in costume, due milioni di spettatori e un pubblico televisivo mondiale. Dalla fine degli anni 2010 i costumi con stereotipi etnici sono stati sempre più sotto l'occhio dei riflettori negli Stati Uniti. Tali e altri costumi potenzialmente offensivi sono stati accolti con una crescente disapprovazione pubblica.

## Attrazioni infestate
Le attrazioni infestate sono luoghi di intrattenimento progettati per emozionare e spaventare i clienti. La maggior parte delle attrazioni sono attività stagionali di Halloween e includono case infestate, labirinti di mais e fienili, e il livello di sofisticatezza degli effetti è aumentato con la crescita del settore. Parchi di divertimenti e fiere itineranti possono includere attrazioni come case dell'orrore, treni fantasma o percorsi al buio. La prima attrazione infestata fu la Orton & Spooner Ghost House, aperta nel 1915 a Liphook, in Inghilterra. Questa attrazione ricorda molto da vicino una casa dei divertimenti carnevalesca alimentata a vapore.

## Cibo

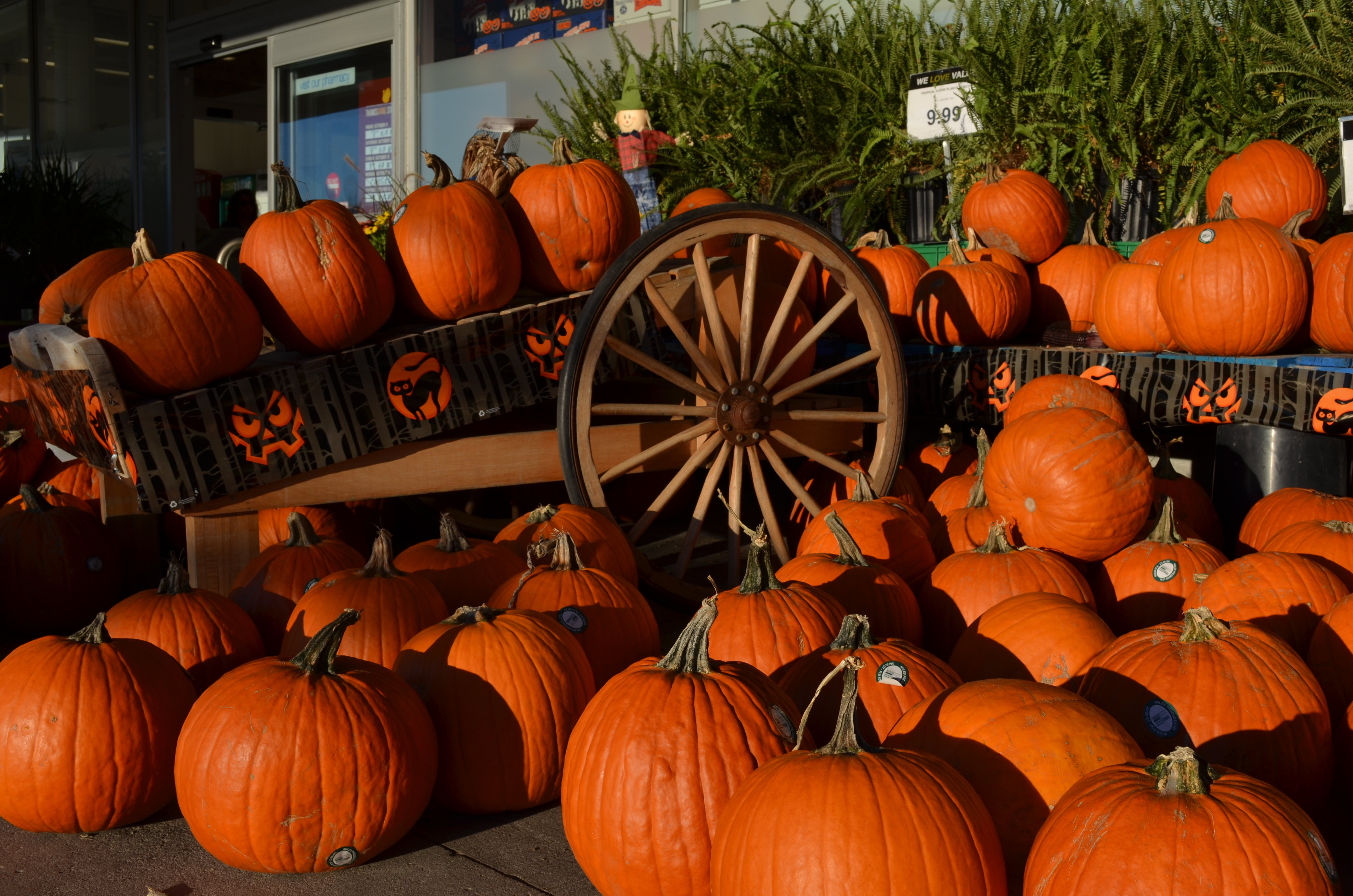
Zucche in vendita durante Halloween

Alla vigilia di Ognissanti molte denominazioni cristiane occidentali incoraggiano l'astinenza dalle carni, dando origine a una varietà di cibi vegetariani associati a questo giorno. Poiché nell'emisfero settentrionale Halloween arriva sulla scia della raccolta annuale delle mele, le mele candite, le mele caramellate o le mele toffee sono comuni prelibatezze di Halloween fatte rotolando mele intere in uno sciroppo di zucchero appiccicoso, e a volte le si fa poi rotolare nelle noci.
Un tempo le mele caramellate venivano comunemente date ai bambini durante il "Dolcetto o scherzetto?", ma la pratica è rapidamente svanita sulla scia delle voci diffuse secondo cui alcune persone nascondevano oggetti pericolosi come spille e lamette nelle mele negli Stati Uniti. Sebbene vi siano prove di tali incidenti, rispetto al grado di segnalazione di tali casi quelli effettivi che implicano atti dolosi sono estremamente rari e non hanno mai provocato lesioni gravi. Tuttavia, molti genitori presumevano che tali pratiche atroci fossero dilaganti a causa dei media di massa. Al culmine dell'isteria alcuni ospedali hanno offerto gratuitamente i raggi X dei bottini di Halloween dei bambini per trovare prove di manomissioni. In realtà tutti i pochi incidenti noti di avvelenamento da caramelle hanno coinvolto genitori che hanno avvelenato le caramelle dei propri figli.
Un'usanza che persiste nell'Irlanda moderna è la cottura o l'acquisto di un barmbrack, che è una torta irlandese di frutta leggera in cui sono inseriti un semplice anello, una moneta e altri ciondoli messi prima della cottura. Si dice che chi trova tali oggetti sia fortunato e che chi trova un anello incontrerà il suo vero amore l'anno seguente. Tale usanza è simile alla tradizione della torta dei Re della festa dell'Epifania. Altri cibi associati alla festa sono: le candy corn, il pop corn caramellato, il colcannon, la torta di Halloween, la torta dell'anima e la torta di zucca.

## Geografia
Le tradizioni e l'importanza di Halloween variano notevolmente tra i paesi che lo osservano. In Scozia e in Irlanda le usanze tradizionali di Halloween prevedono dei bambini in costume giocare e tenere feste, mentre altre pratiche in Irlanda includono l'accensione di falò e fuochi d'artificio. In Bretagna i bambini facevano scherzi mettendo candele all'interno di teschi nei cimiteri per spaventare i visitatori. L'immigrazione transatlantica di massa nel XIX secolo rese popolare Halloween in Nord America e la celebrazione negli Stati Uniti e in Canada ha avuto un impatto significativo sul modo in cui l'evento viene osservato in altre nazioni. Questa più ampia influenza nordamericana, in particolare negli elementi iconici e commerciali, si è estesa a luoghi come Ecuador, Cile, Australia, Nuova Zelanda, la maggior parte dell'Europa continentale, Finlandia, Giappone e altre parti dell'Asia orientale.